# Mucor ramosissimus
Mucor ramosissimus Samouts. – gatunek grzybów należący do rodziny pleśniakowatych (Mucoraceae). Grzyb chorobotwórczy.

## Systematyka i nazewnictwo
Pozycja w klasyfikacji według Index Fungorum: Mucor, Mucoraceae, Mucorales, Incertae sedis, Mucoromycetes, Mucoromycotina, Mucoromycota, Fungi.
Po raz pierwszy został wyizolowany z gleby w Rosji przez M.M. Samoutsevitcha w 1927 r. Występuje również w Polsce.

## Morfologia i rozwój
Kolonie Mucor ramosissimus na podłożu MEA ograniczone, szarawe. Sporangiofory hialinowe, do 2 mm wysokości, 18 µm szerokości, lekko chropowate, zwężające się ku wierzchołkowi, wielokrotnie sympodialnie rozgałęzione. Sporangia czarniawe, kuliste do grzbietowo spłaszczonych, o średnicy do 80 µm, z trwałymi ścianami; Kolumelle do 40–50 µm długości, nieobecne w małych zarodniach. Sporangiospory o gładkich ścianach, kuliste do szeroko elipsoidalnych, 5–8 × 4,5–6,0 (–7) um. Oidia obecne w strzępkach substratowych. Brak chlamydospor.
Maksymalna temperatura wzrostu 36° C. Asymilacja etanolu ujemna, azotanów dodatnia.
Charakterystycznymi cechami M. ramosissimus, które pozwalają go odróżnić od innych gatunków z rodzaju Mucor są: liczne zarodnie pozbawione kolumelli, krótkie, wyprostowane sporangiofory wielokrotnie rozgałęziające się sympodialnie, twarde i trwałeściany zarodni, liczne oidia w łańcuchach, kolonie wyjątkowo niskie i ograniczony wzrost w 36 stopniach C.

## Znaczenie
- U ludzi wywołuje przewlekłą infekcję śluzówkowo-skórną ze zniszczeniem tkanek miękkich twarzy, grzybicą nosa i mózgu oraz septyczne zapalenie stawów u noworodka[2].
- Jest chorobotwórczy również dla ptaków. Powoduje utratę piór na nogach, grzbiecie, szyi i głowie oraz hiperkeratozę na stopach, czasami doprowadzając do ich śmierci[5].